# Братя Митеви
Братя Митеви – Владимир и Митко, са певци на български народни песни.
Те са представители двугласното пеене от Шопския край. Родени са и живеят в село Владая край София. Наричат ги още Владайските братя.
Двамата изпълнители са направили десетки записи на шопски народни песни в БНР, имат филми в Националната телевизия и турнета в чужбина - самостоятелно и заедно с трио „Българка“ и група „Балкана“. Имат също издаден самостоятелен албум с шопски народни песни – акапела и в съпровод от малък оркестър от народни инструменти.
Лауреати са на съборите в Копривщица.